# أرض الغد
أرض الغد Tomorrowland هي واحدة من العديد من المناطق ذات الطابع المميز التي تظهر في جميع مدن ديزني على غرار المملكة السحرية المملوكة أو المرخصة من قبل شركة والت ديزني. كل نسخة من المناطق أو الجزر مختلفة وتتميز بالعديد من عوامل الجذب التي تصور مناظر المستقبل.
تشمل حديقة ديزني لاند في باريس منطقة مماثلة تسمى ارض الاستكشاف Discoveryland ، والتي تشترك في بعض العناصر مع توم توملاندز Tom Tomlands ولكنها تتطابق مع غيرها في المشاهد المستقبلية المستوحاة من جول فيرن.
كان والت ديزني معروفًا بآرائه المستقبلية، وأظهر للجمهور الأمريكي، من خلال برامجه التلفزيونية، كيف يتحرك العالم إلى المستقبل. كانت تومورولاند أو أرض الغد تتويجًا لوجهات نظره. في كلماته الخاصة: «غدا يمكن أن يكون عصر رائع. يفتح علماءنا اليوم أبواب عصر الفضاء للانجازات التي ستفيد أطفالنا والأجيال القادمة. تم تصميم مناطق الجذب في أرض الغد Tomorrowland لإعطائك فرصة للمشاركة في مغامرات تمثل مخططًا حيًا لمستقبلنا».
هذه الحركة إلى المستقبل هي التي تركت أرض الغد غارقة في بعض الأحيان في الماضي. ارض الغد Tomorrowland هي الآن في جيلها الثالث، ووارض الغد Tomorrowland في المملكة السحرية في جيلها الثاني. ذكرت شركة والت ديزني أنها أرادت أن تمنع أرض الغد من أن تصبح «أرض الأمس». كدعابة ذاتية المرجعية على طول هذا الخط، فإن فيلم والت ديزني Animation Studios 2007 Meet the Robinsons (الذي يصور العالم في عام 2037) يوجد منتزه ترفيهي يسمى ارض اليوم Todayland ، والذي يتميز بركوب تشبه إلى حد ما ارض ديزني Disneyland الأصلية.